# Jovana de la Cruz

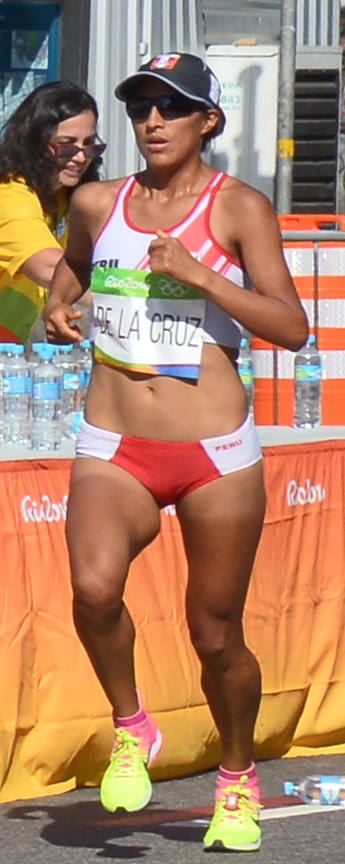

Jovana de la Cruz Capani (* 12. Juli 1992 in Huancayo) ist eine peruanische Leichtathletin, die sich auf den Langstreckenlauf spezialisiert hat.

## Sportliche Laufbahn
Erste Erfahrungen bei internationalen Meisterschaften sammelte Jovana de la Cruz im Jahr 2009, als sie bei den Jugendweltmeisterschaften in Brixen mit 7:06,49 min im Vorlauf über 2000 m Hindernis ausschied. Im Jahr darauf gewann sie bei den U23-Südamerikameisterschaften, die im Zuge der Südamerikaspiele in Medellín ausgetragen wurden, in 10:52,35 min die Silbermedaille über 3000 m Hindernis hinter ihrer Landsfrau Rocío Huillca. Anschließend verpasste sie bei den Juniorenweltmeisterschaften in Moncton mit 10:42,52 min den Finaleinzug im Hindernislauf. Bei den Crosslauf-Weltmeisterschaften 2011 in Punta Umbría gelangte sie nach 22:09 min auf Rang 67 im U20-Rennen und anschließend gewann sie bei den Südamerikameisterschaften in Buenos Aires in 10:24,67 min die Bronzemedaille im Hindernislauf hinter der Kolumbianerin Ángela Figueroa und Eliane da Silva aus Brasilien. Daraufhin gewann sie auch bei den Panamerikanischen-Juniorenmeisterschaften in Miramar in 10:52,14 min die Bronzemedaille. 2014 gewann sie bei den U23-Südamerikameisterschaften in Montevideo in 16:43,40 min die Silbermedaille im 5000-Meter-Lauf hinter ihrer Landsfrau Soledad Torre und auch im Hindernislauf sicherte sie sich in 10:18,14 min die Silbermedaille hinter Landsfrau Zulema Arenas. Im Jahr darauf belegte sie bei den Südamerikameisterschaften in Lima in 10:14,9 min den fünften Platz über 3000 m Hindernis und anschließend gelangte sie bei den Panamerikanischen Spielen in Toronto mit 16:31,94 min auf Rang zehn über 5000 Meter. Bei den Halbmarathon-Weltmeisterschaften 2016 in Cardiff lief sie nach 1:13:19 h auf Rang 32 ein und im August startete sie im Marathonlauf bei den Olympischen Sommerspielen in Rio de Janeiro und wurde dort nach 2:35:49 h 36.
Bei den Crosslauf-Weltmeisterschaften 2017 in Kampala gelangte sie nach 35:48 min auf Rang 36 und im Juni gewann sie bei den Südamerikameisterschaften in Luque in 35:06,24 min die Bronzemedaille im 10.000-Meter-Lauf hinter der Paraguayerin Carmen Martínez und ihrer Landsfrau Clara Canchanya. In den darauffolgenden Jahren bestritt sie nur wenige Wettkämpfe, vor allem im Straßenlauf und nahm dann 2021 erneut im Marathon an den Olympischen Sommerspielen in Tokio teil und wurde dort in 2:36:38 h 40. Im Jahr darauf siegte sie in 34:48,56 min über 10.000 Meter bei den Juegos Bolivarianos in Valledupar und belegte dort in 17:24,81 min den vierten Platz über 5000 Meter. Im Oktober nahm sie erneut an den Südamerikaspielen in Asunción teil und belegte dort in 16:32,95 min den achten Platz über 5000 Meter und gelangte mit 34:17,05 min auf Rang vier im 10.000-Meter-Lauf.
In den Jahren 2020 und 2022 wurde de la Cruz peruanische Meisterin im 5000-Meter-Lauf und 2021 siegte sie im Marathonlauf.

## Persönliche Bestleistungen
- 5000 Meter: 15:51,36 min, 17. April 2021 in Lima
- 10.000 Meter: 32:46,10 min, 6. Mai 2022 in San Juan Capistrano
- 3000 m Hindernis: 10:08,09 min, 25. Juni 2014 in Lima
- Halbmarathon: 1:10:56 h, 14. Januar 2018 in Houston
- Marathon: 2:27:59 h, 23. Mai 2021 in Lima